# Mesanthura hopkinsi
Mesanthura hopkinsi là một loài chân đều trong họ Anthuridae. Loài này được Hooker miêu tả khoa học năm 1985.